# Rhagoletis bezziana
Rhagoletis bezziana är en tvåvingeart som först beskrevs av Friedrich Georg Hendel 1931.  Rhagoletis bezziana ingår i släktet Rhagoletis och familjen borrflugor. Inga underarter finns listade i Catalogue of Life.